# María Mañeru
María Mañeru Cámara (Madrid, 1971) es una escritora española de literatura infantil y juvenil.

## Biografía
Nació en Madrid el 22 de noviembre de 1971, pero con apenas tres años, su familia se trasladó a Burgos, donde pasó su infancia y primera juventud. Antes de comenzar sus estudios universitarios, ya estaba ligada a la vida cultural de la ciudad, acudiendo a la tertulia literaria del colectivo El Lucernario y publicando textos breves en su revista (El Lucernario, números 6, 7 y 8, años 1990-1993). El 18 de octubre de 1991 participó en el recital poético titulado Libertad, de El Lucernario en la Casa de Cultura de Burgos.
En 1992 comenzó sus estudios universitarios de Filología Hispánica en la Facultad de Burgos y entabló contacto con otra revista literaria: Luzdegás, donde también publicó textos breves en los años 1996 y 1997 (Luzdegás, números 3 y 5). Se trasladó a Valladolid a terminar sus estudios, donde se licenció en Filología Hispánica en 1997 y en Teoría de la Literatura y Literatura Comparada dos años más tarde. Simultaneó sus estudios con pequeñas publicaciones, como las ya mencionadas en El Lucernario y Luzdegás y varios relatos en dos libros colectivos de la Asociación de Universitarios en Diálogo de Burgos: Retablo de palabras (Burgos, Aldecoa, 1995) y El bosque de las letras (Burgos, Aldecoa, 1997). Al mismo tiempo, trabajó como becaria en las Bibliotecas Municipales de Valladolid (Biblioteca Central, Biblioteca Francisco Javier Martín Abril y Biblioteca de Rondilla) y en el Departamento de Comunicación de la Cámara de Comercio de Valladolid.
En 1998 empezó a trabajar con Fabularia, empresa vallisoletana de servicios culturales, que le dio la oportunidad de crear y poner en marcha proyectos de animación a la lectura para niños de 3 a 18 años en colegios, guarderías, bibliotecas y centros cívicos de toda España. Posteriormente, Fabularia se reconvirtió en La Letra i.
En el año 2000 se trasladó a Madrid, donde comenzó a trabajar en Ediciones de la Torre y después, en editorial Libsa, donde aún continúa ejerciendo su labor como editora.
Paralelamente a su trabajo de editora, siguió escribiendo y publicando, destacando su labor como escritora de literatura infantil y juvenil con más de 40 publicaciones de cuentos, relatos, poesía y novela.
En 2015 se lanzó al mercado su colección El Club de los Sabuesos, hasta ahora su mayor éxito, de la que se ha agotado la primera edición y ha sido recomendada en medios como la Cadena SER. Gracias a su buena aceptación ha sido requerida para firmar en la Feria del Libro de Madrid , la de Burgos, la de Cuenca, la de Pozuelo y la Casa del Libro de Gran vía de Madrid .

## Obra
Relatos
- Historias de brujas (traviesas) (Madrid, Libsa, 2002).
- Momias y otros muertos (muy vivos) (Madrid, Libsa, 2002).
- Princesas muy reales (Madrid, Libsa, 2002).
- Princesas de siempre (Madrid, Libsa, 2002).
- Magas, hadas y hechiceras (Madrid, Libsa, 2002).
- Vampiras, fantasmas y otras criaturas (Madrid, Libsa, 2002).

Poesía
- Rima que rima los números y las letras (Madrid, Libsa, 2002).
- Rima que rima los colores y las formas (Madrid, Libsa, 2003).

Juego y divulgación
- El enigma de los códigos secretos (Madrid, Libsa, 2004).
- Mitología: dioses, héroes y leyendas (Madrid, Libsa, 2004).
- Increíbles dinosaurios (Madrid, Libsa, 2004).
- Animales asombrosos (Madrid, Libsa, 2004).
- Animales domésticos (Madrid, Libsa, 2004).
- Animales salvajes (Madrid, Libsa, 2004).
- Universo y planetas (Madrid, Libsa, 2014)
- Dinosaurios (Madrid, Libsa, 2014)
- Maquillajes de fantasía para niños (Madrid, Libsa, 2014)
- Cuidar el planeta Tierra (Madrid, Libsa, 2018)
- Descubre las ciudades del mundo (Madrid, Libsa, 2018)
- Escuela mágica de llamas (Madrid, Libsa, 2019)
- Escuela mágica de flamencos (Madrid, Libsa, 2019)
- Escuela mágica de sirenas (Madrid, Libsa, 2019)
- Escuela mágica de unicornios (Madrid, Libsa, 2019)
- Escuela divertida de búhos (Madrid, Libsa, 2019)
- Escuela divertida de gatos (Madrid, Libsa, 2019)
- Escuela divertida de perros (Madrid, Libsa, 2019)
- Escuela divertida de osos (Madrid, Libsa, 2019)
- 50 ecogestos del búho Ernesto (Madrid, Libsa, 2020)
- 50 ecoproyectos del pollito Alberto (Madrid, Libsa, 2020)
- Descubre cómo funciona el cuerpo humano (Madrid, Libsa, 2020)

Primeros lectores
- Ya no necesito pañal (Madrid, Libsa, 2013)
- Ya no necesito chupete (Madrid, Libsa, 2013)
- Las formas: círculos, cuadrados y otros amigos (Madrid, Libsa, 2017)
- Los números: 1, 2, 3… ¡Ya! (Madrid, Libsa, 2017)
- Los contrarios: ¡del derecho y del revés! (Madrid, Libsa, 2017)
- Los colores: aventuras a todo color (Madrid, Libsa, 2017)
- Gigi ya no tiene miedo (Madrid, Libsa, 2018)
- Coco está feliz (Madrid, Libsa, 2018)
- Nono, no te enfades (Madrid, Libsa, 2018)
- Teddy, te quiero (Madrid, Libsa, 2018)
- Lolo aprende por favor y gracias (Madrid, Libsa, 2018)
- Lily aprende a saludar (Madrid, Libsa, 2018)
- Nino aprende a pedir perdón (Madrid, Libsa, 2018)
- Pepa aprende a compartir (Madrid, Libsa, 2018)
- Aprende y cuenta animales (Madrid, Libsa, 2018)
- Aprende y cuenta palabras (Madrid, Libsa, 2018)

Cuentos
- Dulces sueños (Madrid, Libsa, 2014)
- Cuentos para soñar (Madrid, Libsa, 2014)
- Cuéntame un cuento (Madrid, Libsa, 2014)
- Cuentos del bosque (Madrid, Libsa, 2014)
- Cuentos de la selva (Madrid, Libsa, 2014)
- Cuentos de la granja (Madrid, Libsa, 2014)
- Aprendo a ser mayor (Madrid, Libsa, 2015)
- Mi familia y yo (Madrid, Libsa, 2015)
- Mis amigos y yo (Madrid, Libsa, 2015)
- Historias de Halloween (Madrid, Libsa, 2016)
- Historias de Navidad (Madrid, Libsa, 2016)
- Cuentos de piratas (Madrid, Libsa, 2016)
- ¡Feliz Navidad! (Madrid, Libsa, 2017)
- Truco o trato (Madrid, Libsa, 2017)
- Cuentos sobre ruedas (Madrid, Libsa, 2017)
- ¡Es la hora de soñar! (Madrid, Libsa, 2018)
- Cuentos de princesas al revés y muy actuales (Madrid, Libsa, 2018)
- Cuento tras cuento (Madrid, Libsa, 2019)
- Cuéntame otro cuento (Madrid, Libsa, 2019)
- Cuentos del mundo (Madrid, Libsa, 2019)
- Cuentos para hacer reír (Madrid, Libsa, 2019)
- Un cuento cada día sobre ecología (Madrid, Libsa, 2019)
- Un cuento para cada día de la semana (Madrid, Libsa, 2019)
- Cuentos para ver crecer (Madrid, Libsa, 2020)
- Cuentos para salvar el planeta (Madrid, Libsa, 2020)

Novelas
Colección el Club de los Sabuesos:
- La maldición de Tutankamón (Madrid, Susaeta, 2015)
- El acertijo del papiro real de Turín (Madrid, Susaeta, 2015)
- El enigma de la esfinge (Madrid, Susaeta, 2015)
- El tesoro del Nilo (Madrid, Susaeta, 2015)
- La expedición al país del Punt (Madrid, Susaeta, 2015)
- El misterio del escriba sentado (Madrid, Susaeta, 2015)
- El secreto de Nefertiti (Madrid, Susaeta, 2017)
- La venganza de Cleopatra (Madrid, Susaeta, 2017)
- El arco de Ramsés II (Madrid, Susaeta, 2019)
- El cofre de Anubis (Madrid, Susaeta, 2019)
- El juego del faraón (Madrid, Susaeta, 2020)
- La momia de Akenatón (Madrid, Susaeta, 2020)
- Aventura en la pirámide de Zóser (Madrid, Susaeta, 2020)

Colección Diarios cruzados de Noa y Álex:
- ¡Jamás seremos amigos! (Madrid, Susaeta, 2020)
- Juntos (pero no revueltos) en el instituto (Madrid, Susaeta, 2020)
- Becarios en el Museo de Arqueología (Madrid, Susaeta, 2020)
- Campamento Rock Dance (Madrid, Susaeta, 2020)
- Las (peores) vacaciones de nuestra vida (Madrid, Susaeta, 2020)
- ¡Socorro, un hermanito! (Madrid, Susaeta, 2020)

## Premios y méritos
1990. Finalista en el Concurso de Cartas de Amor de la Asociación Cultural Universitaria Palentina con publicación colectiva en el folleto Cartas de Amor.
1992. Ganadora del V Concurso Literario de Manos Unidas La solidaridad, nuestro mejor proyecto.
2000. Finalista del Certamen de Cuentos Hiperbreves de la Editorial Acumán con publicación en el libro colectivo Mucho cuento (Toledo, Editorial Acumán, 2000).
2002. Seleccionado su relato Feliz Año Nuevo en la obra colectiva La Feria del Libre, publicado por el Instituto Municipal de Cultura de Burgos con motivo de la Feria del Libro de 2002.
2003. Seleccionado su cuento infantil Las palabras de Lucía por la Biblioteca Pública de Burgos para regalar a los niños y niñas de la capital y los pueblos de la provincia con motivo de la celebración del día del libro. Un extracto de este cuento fue publicado por la Junta de Castilla y León en su estudio sobre los autores de Literatura Infantil y Juvenil de Burgos con una reseña bibliográfica en 2006.